# Gamasomorpha patquiana
Gamasomorpha patquiana är en spindelart som beskrevs av Birabén 1954. Gamasomorpha patquiana ingår i släktet Gamasomorpha och familjen dansspindlar. Inga underarter finns listade i Catalogue of Life.